# Eragon (film)
Pour les articles homonymes, voir Eragon (homonymie).
Pour plus de détails, voir Fiche technique et Distribution.
Eragon est un film américain réalisé par Stefen Fangmeier, sorti en 2006.
Il s'agit de l'adaptation du roman éponyme de Christopher Paolini, publié en 2003.

## Synopsis
Autrefois, la paix et la prospérité régnaient sur la terre d'Alagaësia, jusqu'au jour ou l'un des dragonniers élimine ceux-ci et se proclame maître et seigneur du royaume d'Alagaësia. Jusqu'à ce qu'un jour, dans le petit village de Carvahall, un adolescent, Eragon découvre au cours d'une chasse une pierre bleutée apparue devant lui.
Celle-ci s'avère être un œuf de dragon. C'est l'un des trois œufs ayant survécu aux Parjures.
Commence alors une course épique pour éviter Urgals, Ombres et Ra'zacs. Sa dragonne, Saphira, deviendra vite pour le jeune Eragon une inépuisable source de joie et de bienfaisance.
Au cours de leur voyage à la recherche des sbires de Galbatorix, en compagnie de Brom, un vieux conteur du village venu avec eux, Eragon et Saphira apprennent de nombreuses choses concernant les Dragonniers d'antan. Le jeune homme apprend aussi à combattre, à utiliser la magie…
Brom s'avère être une personne pleine de mystères et de ressources.
Le doute plane sur Eragon et son mystérieux destin de Dragonnier. Autour de lui, des guerres éclatent. Rejoindra-t-il le Roi ou combattra-t-il aux côtés des Vardens pour abolir le règne du cruel roi Galbatorix ? Surtout après les mystérieuses prédictions d'Angela.
Eragon n'a que 17 ans, mais en tant que dernier Dragonnier, il est le seul à pouvoir faire tomber l'Empire du cruel Galbatorix.

## Fiche technique
- Titre : Eragon
- Titre original : Eragon
- Réalisation : Stefen Fangmeier
- Scénario : Peter Buchman (en), Lawrence Konner et Mark Rosenthal
- Montage : Chris Lebenzon
- Musique : Patrick Doyle, Avril Lavigne (Keep Holding On)
- Sociétés de production : 
  - Twentieth Century Fox
  - Fox 2000 Pictures
  - Davis Entertainment
  - Dune Entertainment
  - Ingenious Film Partners ( Royaume-Uni)
  - Major Studio Partners
  - Mid Atlantic Films ( Hongrie)
- Pays d'origine :  États-Unis,  Royaume-Uni et  Hongrie
- Lieux de tournage :  Hongrie et  Slovaquie
- Budget : 100 000 000 $[1]
- Durée : 104 minutes[2]
- Format : Couleurs - Dolby EX 6.1, DTS et SDDS - 35 mm
- Genre : Fantasy et heroic fantasy[3],[4]
- Dates de sortie :
  - Suisse allemande : 14 décembre 2006
  - États-Unis : 15 décembre 2006
  - France, Belgique, Suisse romande : 20 décembre 2006

## Distribution
- Edward Speleers (VF : Maël Davan-Soulas) : Eragon
- Jeremy Irons (VF : Féodor Atkine) : Brom
- Sienna Guillory (VF : Caroline Victoria) : Arya
- Robert Carlyle (VF : Éric Herson-Macarel) : Durza
- John Malkovich (VF : Edgar Givry) : le roi Galbatorix
- Garrett Hedlund (VF : Rémi Bichet) : Murtagh
- Rachel Weisz (VF : Anne Dolan) : voix de Saphira, la dragonne
- Djimon Hounsou (VF : Marc Grosy) : Ajihad
- Gary Lewis (VF : Hervé Furic) : Hrothgar
- Alun Armstrong (VF : Sylvain Corthay) : Oncle Garrow
- Christopher Egan (VF : Damien Ferrette) : Roran
- Joss Stone (VF : Olivia Dalric) : Angela
- Caroline Chikezie (VF : Annie Milon) : Nasuada
- Steve Speirs (VF : François Siener) : Sloan
- Tamsin Egerton : Katrina
- Nils Allen Stewart : Lead Urgal

## Accueil

### Accueil critique
Sur l'agrégateur américain Rotten Tomatoes, le film récolte 16 % d'opinions favorables pour 125 critiques. Sur Metacritic, il obtient une note moyenne de 38⁄100 pour 29 critiques.
En France, le site Allociné propose une note moyenne de 2,7⁄5 à partir de l'interprétation de critiques provenant de 20 titres de presse.
Ce film aura après sa sortie une plus que très mauvaise réputation auprès des fans du livre à cause de son scénario qui délaisse de nombreux aspects intéressants de celui-ci (comme l'existence des nains).C'est d'ailleurs, semble-t-il, ce qui serait à l'origine de la non-production du second film de la saga, de nombreux écarts par rapport au scenario rendant impossible une suite d'après le second opus. En raison d'oublis trop importants d'éléments du premier tome, le deuxième film n'aurait pu être introduit sans laisser planer un certain doute dans l'esprit des gens.[réf. nécessaire]

### Box-office
| Pays                          | Box-office        | Nbre de sem. | Classement TLT | Date        |
| Box-office Mondial            | 234 278 204 USD   | 7 sem.       | 245e           | au 25/01/07 |
| Box-office États-Unis/ Canada | 72 642 813 USD    | 7 sem.       | 555e           | au 25/01/07 |
| Box-office France             | 2 666 765 entrées | 5 sem.       | -              | au 23/01/07 |
| Box-office Paris              | 409 543 entrées   | 5 sem.       | -              | au 23/01/07 |
| Box-office Suisse             | 164 036 entrées   | 6 sem.       | 313e           | au 23/01/07 |

## Autour du film
C'est la première réalisation de Stefen Fangmeier, qui avait précédemment travaillé comme directeur des effets spéciaux sur les films Master and commander : De l'autre côté du monde en 2003 et Les Désastreuses Aventures des orphelins Baudelaire en 2004.
Le scénariste, Peter Buchman, est le scénariste de Jurassic Park 3.
Jeremy Irons et John Malkovich ont déjà tourné ensemble. En effet, on peut les retrouver dans L'Homme au masque de fer, avec Gérard Depardieu et Gabriel Byrne, ainsi que Leonardo DiCaprio.